# Paepalanthus hymenolepis
Paepalanthus hymenolepis är en gräsväxtart som beskrevs av Silveira. Paepalanthus hymenolepis ingår i släktet Paepalanthus och familjen Eriocaulaceae. Inga underarter finns listade i Catalogue of Life.